# Dogma (EP de Tall Dwarfs)
Dogma es un EP de la banda neozelandésa Tall Dwarfs, lanzado en 1987 por Flying Nun Records. Se publicó en formato de disco de vinilo de 12''.

## Lista de canciones
Lado A

| Side one |                           |          |  |
| N.º      | Título                    | Duración |  |
| 1.       | «Lurlene Bayliss»         | 3:54     |  |
| 2.       | «Waltz Of A Good Husband» | 2:38     |  |
| 3.       | «The Slide»               | 3:47     |  |

Lado B

| Side two |                |          |  |
| N.º      | Título         | Duración |  |
| 1.       | «Cant»         | 2:46     |  |
| 2.       | «Dog»          | 4:51     |  |
| 3.       | «Missed Again» | 1:56     |  |